# Dimos Acharnes
Dimos Acharnes (Acharnes) är en kommun i Grekland.   Den ligger i prefekturen Nomarchía Anatolikís Attikís och regionen Attika, i den sydöstra delen av landet, 19 km norr om huvudstaden Aten. Antalet invånare är 100 743.